# Liste der Olympiasieger in verschiedenen Sportarten
Die Liste der Olympiasieger in verschiedenen Sportarten listet alle Olympiateilnehmer auf, die in voneinander verschiedenen Sportarten Olympiasieger werden konnten.
Edward Eagan ist der einzige Sportler, der – in zwei verschiedenen Sportarten – sowohl eine Goldmedaille bei Sommerspielen als auch bei Winterspielen erringen konnte. Walter Winans erhielt je eine Goldmedaille in einem Sport- (Schießen) und Kunstwettbewerb (Bildhauerei).

## Liste
| Athlet                      | Disziplin 1                  | Disziplin 1 | Disziplin 1                       | Disziplin 2                  | Disziplin 2 | Disziplin 2                 |
| Athlet                      | Olympische Spiele            | Medaille    | Disziplin                         | Olympische Spiele            | Medaille    | Disziplin                   |
| --------------------------- | ---------------------------- | ----------- | --------------------------------- | ---------------------------- | ----------- | --------------------------- |
| John Derbyshire             | Olympische Sommerspiele 1900 | Gold        | Wasserball                        | Olympische Sommerspiele 1908 | Gold        | 4 × 200 m Freistil          |
| Louis Handley               | Olympische Sommerspiele 1904 | Gold        | Wasserball                        | Olympische Sommerspiele 1904 | Gold        | 4 × 50 Yards Freistil       |
| Leo Goodwin                 | Olympische Sommerspiele 1904 | Gold        | Wasserball                        | Olympische Sommerspiele 1904 | Gold        | 4 × 50 Yards Freistil       |
| Joseph Ruddy                | Olympische Sommerspiele 1904 | Gold        | Wasserball                        | Olympische Sommerspiele 1904 | Gold        | 4 × 50 Yards Freistil       |
| Walter Winans               | Olympische Sommerspiele 1908 | Gold        | Laufender Hirsch Doppelschuss     | Olympische Sommerspiele 1912 | Gold        | Bildhauerkunst              |
| Daniel Norling              | Olympische Sommerspiele 1908 | Gold        | Turnen (Mannschaft)               | Olympische Sommerspiele 1920 | Gold        | Springreiten (Mannschaft)   |
| Daniel Norling              | Olympische Sommerspiele 1912 | Gold        | Turnen (Mannschaft)               | Olympische Sommerspiele 1920 | Gold        | Springreiten (Mannschaft)   |
| Paul Radmilovic             | Olympische Sommerspiele 1908 | Gold        | Wasserball                        | Olympische Sommerspiele 1908 | Gold        | 4 × 200 m Freistil          |
| Paul Radmilovic             | Olympische Sommerspiele 1912 | Gold        | Wasserball                        | Olympische Sommerspiele 1908 | Gold        | 4 × 200 m Freistil          |
| Paul Radmilovic             | Olympische Sommerspiele 1920 | Gold        | Wasserball                        | Olympische Sommerspiele 1908 | Gold        | 4 × 200 m Freistil          |
| Morris Kirksey              | Olympische Sommerspiele 1920 | Gold        | 4 × 100 m Staffel                 | Olympische Sommerspiele 1920 | Gold        | Rugby                       |
| Edward Eagan                | Olympische Sommerspiele 1920 | Gold        | Boxen                             | Olympische Winterspiele 1932 | Gold        | Viererbob                   |
| Thorleif Haug               | Olympische Winterspiele 1924 | Gold        | Langlauf 18 km                    | Olympische Winterspiele 1924 | Gold        | Nordische Kombination       |
| Thorleif Haug               | Olympische Winterspiele 1924 | Gold        | Langlauf 50 km                    | Olympische Winterspiele 1924 | Gold        | Nordische Kombination       |
| Johan Grøttumsbråten        | Olympische Winterspiele 1928 | Gold        | Langlauf 18 km                    | Olympische Winterspiele 1928 | Gold        | Nordische Kombination       |
| Johan Grøttumsbråten        | Olympische Winterspiele 1928 | Gold        | Langlauf 18 km                    | Olympische Winterspiele 1932 | Gold        | Nordische Kombination       |
| Heikki Hasu                 | Olympische Winterspiele 1948 | Gold        | Nordische Kombination             | Olympische Winterspiele 1952 | Gold        | Langlauf Staffel            |
| Anfissa Anatoljewna Reszowa | Olympische Winterspiele 1988 | Gold        | Langlauf 4 × 5 km Staffel         | Olympische Winterspiele 1992 | Gold        | Biathlon Sprint 7,5 km      |
| Anfissa Anatoljewna Reszowa | Olympische Winterspiele 1988 | Gold        | Langlauf 4 × 5 km Staffel         | Olympische Winterspiele 1994 | Gold        | Biathlon 4 × 7,5 km Staffel |
| Ester Ledecká               | Olympische Winterspiele 2018 | Gold        | Parallel-Riesenslalom (Snowboard) | Olympische Winterspiele 2018 | Gold        | Super G                     |